# ليلي كول
ليلي لواهانا كول (بالإنجليزية: Lily cole)‏ (ولدت في 27 ديسمبر 1987) هي عارضة أزياء إنجليزية، وممثلة، ومديرة أعمال.

## الأنشطة التجارية
سبق لكول أن أسست مواقع اجتماعية لتشجيع الطلبات وتقديم الهدايا والمساعدات للمحتاجين. كول هي أيضا مستشارة لويكيتريبون.
شاركت كول في إنشاء شركة تريكو الصديقة للبيئة في عام 2009.

## روابط خارجية
- ليلي كول على موقع IMDb (الإنجليزية)
- ليلي كول على موقع ميتاكريتيك (الإنجليزية)
- ليلي كول على موقع روتن توميتوز (الإنجليزية)
- ليلي كول على موقع قاعدة بيانات الأفلام العربية
- ليلي كول على موقع ألو سيني (الفرنسية)
- ليلي كول على موقع تيرنر كلاسيك موفيز (الإنجليزية)
- ليلي كول على موقع أول موفي (الإنجليزية)
- ليلي كول على موقع قاعدة بيانات الأفلام السويدية (السويدية)
- ليلي كول على موقع قاعدة بيانات الفيلم (الإنجليزية)
- ليلي كول على موقع ليتربوكسد (الإنجليزية)